# Bertrand Venturi
Pour les articles homonymes, voir Venturi.
Bertrand Venturi (né le 8 juin 1985 à Sète) est un nageur français spécialiste des épreuves de nage en eau libre. Après plusieurs places d'honneur tant au niveau mondial que continental, il devient vice-champion d'Europe du 25 km en 2010.
Bertrand Venturi connaît sa première sélection en équipe de France pour un grand championnat à l'occasion des Championnats du monde 2004 se tenant à Dubaï. L'année suivante, il est sacré pour la première fois champion de France du 10 km sur l'Oise près de Creil. Il peut ainsi participer aux Championnats du monde 2005 organisés à Montréal où il prend la quinzième place du 10 km. En 2006, aux Championnats d'Europe de Budapest, il termine cinquième d'une course remportée par son compatriote Gilles Rondy tandis que Stéphane Gomez enlève la médaille de bronze.
Les Jeux olympiques de 2008 voient l'apparition de la nage en eau libre au sein du programme. Seulement 34e du 10 km qualificatif des Championnats du monde tenus à Séville, il n'obtient pas son billet pour la Chine. À la fin de l'été, en plus d'intégrer un « pôle espoir » à Toulouse, il rejoint le club des Dauphins de Sète dans sa ville natale après cinq années passées dans le club toulousain de l'ASPTT. Durant l'été 2010, il réalise son meilleur résultat au niveau planétaire en finissant cinquième sur 25 km lors des Championnats du monde, à deux minutes et vingt secondes du podium. Sur 10 km, la distance olympique, il termine meilleur français à quinze secondes de la médaille de bronze. Quelques jours plus tard, il remporte une première médaille internationale en terminant troisième du 25 km des Championnats d'Europe organisés comme en 2006 sur le lac Balaton. Il est alors devancé par l'Italien Valerio Cleri et devance un autre nageur français, Joanes Hedel.

## Palmarès
| Année | Compétition           | Ville                      | Épreuve | Rang |
| ----- | --------------------- | -------------------------- | ------- | ---- |
| 2004  | Championnats du monde | Dubaï, Émirats arabes unis | 10 km   | 21e  |
| 2004  | Championnats du monde | Dubaï, Émirats arabes unis | 25 km   | 9e   |
| 2005  | Championnats du monde | Montréal, Canada           | 10 km   | 15e  |
| 2006  | Championnats d'Europe | Budapest, Hongrie          | 25 km   | 5e   |
| 2008  | Championnats du monde | Séville, Espagne           | 10 km   | 34e  |
| 2008  | Championnats d'Europe | Dubrovnik, Croatie         | 10 km   | 14e  |
| 2008  | Championnats d'Europe | Dubrovnik, Croatie         | 25 km   | 7e   |
| 2009  | Championnats du monde | Rome, Italie               | 10 km   | 24e  |
| 2009  | Championnats du monde | Rome, Italie               | 25 km   | 6e   |
| 2010  | Championnats du monde | Roberval, Canada           | 10 km   | 12e  |
| 2010  | Championnats du monde | Roberval, Canada           | 25 km   | 5e   |
| 2010  | Championnats d'Europe | Budapest, Hongrie          | 10 km   | 21e  |
| 2010  | Championnats d'Europe | Budapest, Hongrie          | 25 km   | 2e   |
| 2011  | Championnats d'Europe | Eilat, Israël              | 25 km   | 12e  |